# Hannah Shaw
Hannah Shaw (Stockport, 22 settembre 1990) è una cestista britannica.

## Carriera
Con la Gran Bretagna ha disputato i Campionati europei del 2019.